# Rosé des Riceys

Das Anbaugebiet der Champagnertrauben im Norden Frankreichs

Der Rosé des Ricey ist ein Roséwein aus einer definierten Herkunftsbezeichnung. Das Weinbaugebiet Rosé des Riceys hat seit dem 2. Februar 1971 den Status einer AOC. Zum Anbau des Weins sind lediglich Rebflächen innerhalb der Gemeinde Les Riceys zugelassen, die ihrerseits aus den Weilern Riceys-Haut, Haut-Rive Riceys und Riceys-Bas besteht. Die Gemeinde von Les Riceys verfügt mit 750,4 Hektar über die größte Rebfläche einer Gemeinde im Weinbaugebiet Champagne. Darüber hinaus ist sie die einzige Gemeinde in diesem Anbaugebiet die ihre Weine unter drei verschiedenen Herkunftsbezeichnungen vermarkten darf: die Schaumweine als Champagner, die Stillweine als Coteaux champenois oder Rosé des Riceys. Les Riceys ist die südlichste Gemeinde innerhalb des Anbaugebiets Champagne und liegt im Tal der Laignes, einem linken Seitenfluss der Seine. Dort sind Kalkböden aus dem Erdzeitalter des Kimmeridgium aufgeschlossen.
Im Jahr 2008 wurden lediglich 360 hl Rosé des Riceys deklariert. Dies entspricht ungefähr 48.000 Flaschen Wein. In normalen Jahren werden ca. 60.000 Flaschen von 20 Winzern abgefüllt.

## Rebsorten
Generell sind die Erträge auf 13.000 kg Trauben/Hektar beschränkt. Bei einer maximalen Schüttung von 105 Liter/160 kg Trauben ergibt sich ein Hektarertrag von sehr hohen 85 hl/ha.
Die Roséweine bestehen aus der Rebsorte Pinot Noir. In ersten Entwürfen des Dekrets aus dem Jahr 1947 waren noch Beimischungen der Rebsorten Gamay und Savagnin Rose vorgesehen. Vor der Vergärung muss der natürliche Mindest-Zuckergehalt des Mosts 170 g/l betragen, was einem Alkoholgehalt von 10,5 Volumenprozent im Wein entspricht (siehe Mostgewicht).
Zur Herstellung des Rosé werden zwei Methoden verwendet:
- Der Ausbau erfolgt im Stahltank. Dieser Wein sollte binnen 2–3 Jahren in seiner Jugend getrunken werden.
- Der Ausbau des Weins erfolgt während 1–2 Jahren im Holzfass. Dieser Wein verfügt über ein besseres Lagerpotential von 4 bis 8 Jahren.

Im Idealfall verfügen die Weine über einen Duft nach reifen Kirschen, Himbeeren und schwarzen Johannisbeeren. Ferner mischt sich eine feine Note von Mandeltönen, Vanille, Grenadine und Bergamotte in die Nase des Weins. Dieses als goût des Riceys bekannte Bouquet stellt sich jedoch nur nach einer genau bemessenen Maischestandzeit ein.

## Geschichte
In der Champagne wird häufig kolportiert, das bereits der Sonnenkönig Ludwig XIV. den Rosé des Riceys gemocht habe. Zur Entstehung der Verbindung zum Königshaus bestehen zwei Legenden:
- Der aus Riceys stammende Rechtsanwalt Nicolas Viaot wurde im Jahr 1698 von einem königlichen Musketier grundlos angegriffen, gewann aber das Duell. Daraufhin musste Viaot Sanktionen befürchten und tauchte unter. Die Beweislage stand jedoch gut, so dass der König den Rechtsanwalt begnadigte. Als Dank schickte Nicolas Viaot dem König ein Fass des Roséweins von Les Riceys.
- Handwerker aus der Gemeinde Les Riceys arbeiteten an den Fundamenten von Schloss Versailles. Da sie ständig in den feuchten Gräben arbeiteten, wurden sie canats genannt, eine Verballhornung des Wortes canard (franz.: Ente). Es wird geschildert, das die Handwerker ein Fass ihres Rosé des Riceys vor Ort hatten und den Wein eines Tages einem an der Baustelle interessierten Edelmann anboten. Der Edelmann war niemand anders als der König selbst, der den Roséwein genoss und am Hof populär machte.